# Wolfgang Klöckner
Wolfgang Klöckner (* 22. Juni 1947; † 15. Mai 2015) war ein deutscher Fußballspieler.

## Karriere
Klöckner begann beim 1. FC Mönchengladbach mit dem Fußballspielen und bestritt die Saison 1966/67 beim Rheydter SV in der drittklassigen Verbandsliga Niederrhein, ehe er vom Bundesligaaufsteiger Alemannia Aachen verpflichtet wurde. Als 20-Jähriger Stürmer hatte er in Hans-Jürgen Ferdinand, Top-Stürmer der Aachener, sowie in Herbert Gronen und Karl-Heinz Krott starke Konkurrenz. Sein einziges Bundesligaspiel bestritt er am 26. August 1967 (2. Spieltag) bei der 0:1-Niederlage im Auswärtsspiel gegen Borussia Dortmund. Da er sich nicht durchzusetzen vermochte, wechselte er zum Bonner SC, für den er die Saison 1968/69 in der seinerzeit zweitklassigen Regionalliga West Punktspiele bestritt.